# Wilhelm von Wnuck
Wilhelm von Wnuck (ur. 1 maja 1889 w Lidzbarku Warmińskim) – gdański polityk narodowosocjalistyczny, w latach 1931–1935 przewodniczący Volkstagu. 

## Życiorys
Pochodził z warmińskiej rodziny o słowiańskich korzeniach. Karierę w ruchu nazistowskim rozpoczął w 1925 jako zastępca szefa gdańskiej NSDAP. W 1930 wybrano go do Volkstagu IV kadencji z listy NSDAP, w którym zasiadał przez kolejne dwie kadencje (do 1939). 
Od 26 marca 1931 do 18 stycznia 1933 i od 20 czerwca 1933 roku pełnił funkcję przewodniczącego Volkstagu. Po 1936 wyjechał z Gdańska i osiadł w Hanowerze. 